# Celia Mur
Celia Mur   (Granada, 16 de maig de 1970 - Granada, 29 d'agost de 2019) fou una música de jazz granadina, professora de cant en la Berklee College of Music de València.
Mur estudià amb altres músics com Sheila Jordan, Perico Sambeat, Paolo Fresu, Javier Colina, Marc Miralta, Mark Turner o Jorge Pardo, liderà el seu propi quartet (amb Fernando Marco a la guitarra, Lucho Aguilar al contrabaix i Diego Clanchet a la bateria) i treballà amb Uri Cane, Benny Golson, Kenny Barron, Carmen Linares, Bob Mintzer o Dave Samuels.

## Biografia
Nascuda Celia María Fernández de Moya, començà els estudis musicals als dotze anys al conservatori de Granada;
malgrat ser filla d'un guitarrista flamenc, Antonio Fernández de Moya, Celia estudià cant líric i fon alumna de la soprano Maryan Bryfdir.
El 1989 començà a interessar-se pel jazz, i a partir del 1995 orientà la seua carrera musical cap a eixe estil;
el 2001 publicà el seu primer disc, Footprints, per al qual enregistrà cançons considerades «una veritable prova de foc per als cantants de jazz» com "Footprints", Caravan, "Rhythm-a-Ning", o "That's all".
El 2003 publicà Las flores de mi vida, una antologia d'onze cançons amb especial significació per a ella:
l'àlbum conté cançons comercials com "El toro y la luna" o "Sin documentos" (Los Rodríguez), però en destaca la fusió de l'estàndard jazz "Caravan" amb "Zorongo gitano", en la qual utilitzà el seu accent castellà andalús.
Mur homenatjà son pare amb el disc Simpatía, que conté sis composicions d'ell, un parell de cançons brasileres i una cançó del segle xv, Tres morillas:
gravat entre gener i febrer del 2008, el projecte sorgí en conéixer el pianiste suís Chris Wiesendange, el qual s'interessà pel repertori de la cantant i esdevingué el director musical del disc; les composicions brasileres es gravaren a Zúric i, un mes després, acabaren l'enregistrament als estudis Searsound de Manhattan amb Antonio Sánchez a la bateria, Ben Street al contrabaix, Mark Turner al saxo, Wiesendange al piano i la col·laboració del cantaor flamenc Antonio Campos; el segell britànic Rhythm & Muse li publicà el disc.
El 2010 col·laborà amb el guitarrista gadità Nono García, amb el qual edità l'any següent Coplas mundanas, una fusió de música popular andalusa amb el jazz o la bossa.
El 2012 publicà Amerikanda en parceria amb el guitarriste Hugo Fernández, en el qual reprenien el concepte del disc anterior però amb composicions de diferents procedències: els mexicans José Alfredo Jiménez (De un mundo raro) i Consuelo Velázquez (Amar y vivir), els brasilers Rosa Pasos i Ivan Lins (Abajour lilas), l'argentí Cholo Aguirre (Río manso') i els espanyols E. Llovert (Yo te diré) i, de nou, son pare Antonio Fernández de Moya (Tu siempre comentas).
El 2014 actuà en quintet amb l'espectacle Celia Mur Swings Hot and Cool, en el qual homenatjava els clàssics del jazz.
El 2016 feu dos concerts a Las Palmas amb la Perinké Big Band, mentre preparava la gravació del pròxim disc amb el vibrafoniste Arturo Serra i un altre de jazz contemporani.
El seu darrer disc, Celia Mur canta a Menescal, és una antologia de composicions del brasiler Roberto Menescal arranjades per Serra, amb Juan Galiardo (piano), Ales Cesarini (contrabaix) i Mariano Steimberg (percussió):
és l'únic disc de la seua producció dedicat íntegrament a la música brasilera i cantat en portugués.
Ja malalta, hagué de suspendre algun concert previst, com el de l'11 de febrer del 2017 a Almeria acompanyada del Clasijazz Trio, al qual havia d'acompanyar amb una master class de cant.
Celia Mur morí el 29 d'agost del 2019 després d'una llarga malaltia
a Granada: el funeral tingué lloc dissabte 31 al cementeri de San José, amb una cerimònia budista.
llavors cursava estudis universitaris en la UNIR.
El festival Real Jazz de Vila-real, en el qual havia participat Celia Mur l'any anterior, li dedicà l'edició del 2019.
El Festival de Jazz de Granada li atorgà el premi del festival a títol pòstum en la 40a edició aquell any, i l'homenatjà amb un concert de Kiko Aguado i la Big Band de Granada.
El 2 de novembre d'enguany se celebrarà el concert d'homenatge en el festival granadí, durant el qual la seua família rebrà la Granada de Oro.

### Reconeixements
L'any 2011 Celia Mur rebé el reconeixement a la llavor artística del Festival de Jazz d'Aljarafe i la revista cultural Garnata l'anomenà «un dels líders del segle XXI».

## Discografia
| • Celia Mur: Footprints (2001) |
| --- |
| (Satchmo) 1. Softly, As In a Morning Sunrise (4’22") 2. That's All (2’48") 3. Caravan (8’02") 4. Rhythm-a-ning (3’07") 5. Si tú no estás aquí (5’40") 6. Nubes (3’38") 7. A Flower Is a Lovesome Thing (4’36") 8. Stars Fell on Alabama (6’20") 9. Do Nothing 'Till You Hear From Me (4’48") 10. Footprints (5’46") |

| • Celia Mur: Las flores de mi vida (2003) |
| --- |
| (Satchmo) 1. Me enamoré de ti (4’10") 2. Las flores de mi vida (6’16") 3. Dos cruces (5’14") 4. Poinciana (7’10") 5. Nostalgias (5’04") 6. Sin documentos (5’37") 7. As rosas não falam (5’21") 8. El toro y la Luna (4’46") 9. Caravan/Zorongo gitano (6’36") 10. No mires atrás (7’50") 11. La Bikina (5’06") |

| • Bob Mintzer + Granada Big Band: Basie Live! (2003) |
| ---------------------------------------------------- |
| (Satchmo)                                            |

| • Kiko Aguado & Celia Mur: ColoreaDOS (2005) |
| --- |
| (DiscMedi) 1. Falling in Love With Love (2’47") 2. Nature Boy (4’15") 3. Un homme et une femme (3’34") 4. Pra você eu digo sim (If i fell) (3’11") 5. Never Give Up (2’45") 6. Stella by Starlight (4’24") amb Toni Belenguer al trombó baix 7. Tarde em Itapoã (6’13") 8. Route 66 (4’31") amb Toni Belenguer 9. Desde que te encontré (3’26") 10. Minha vida (In My Life) (3’16") 11. Acariciando tu piel (1’30") 12. Falsa baiana (3’48") |

| • The Fat Cats: In a Sentimental Duke (2009) |
| --- |
| (Ámbar) 1. What Am I Here for (4’05") 2. In a Sentimental Mood (4’54") 3. Take the "A" train (4’44") 4. I'm Beginning to See the Light (4’32") 5. Solitude (3’37") 6. Lush Life (3’32") 7. Mood Indigo (5’21") 8. Sophisticated Lady (5’31") 9. Just Squeeze Me (5’32") 10. Duke's Place (4’31") 11. Prelude to a Kiss (4’31") 12. The Brown Skin Gal in the Calico Gown (2’56") |

| • Celia Mur: Simpatía' (2008) |
| ----------------------------- |
| (Ambar)                       |

| • Fernando Marco Trio & Celia Mur: Joy Spring' (2010) |
| --- |
| (Blau) 1. Joy Spring 2. Insensatez 3. Five Brothers 4. Stolen Moments 5. Jumper Spring 6. Inside a Silent Tear 7. Everything I Love 8. Laura 9. Line for Lyons 10. Whisper Not 11. West Side Baby |

| • Celia Mur & Nono García: Coplas mundanas (2011) |
| --- |
| (Youkali Music) 1. Bolero de Vejer (3’16") 2. La ruta de la seda (3’28") 3. Estate (4’02") 4. Amor de mel, amor de fel (3’25") 5. Trafalgar (3’42") 6. Estrella (3’39") 7. Youkali (3’55") 8. Atún y chocolate (4’33") 9. María del Mar (3’25") 10. Asturias, patria querida (3’21") 11. Salve marinera (4’44") 12. Obsesión (3’08") |

| • Celia Mur & Hugo Fernández: Amerikanda (2012) |
| --- |
| (Ambar) 1. Yo te diré (E. Llovert / J. Halpern) (5’25") 2. Tonada de ordeño (Simón Díaz) (5’28") 3. De un mundo raro (Jose Alfredo Jiménez) (3’39") 4. Tu siempre comentas (Antonio Fernández de Moya) (3’53") 5. Rio manso (Cholo Aguirre) (4’59") 6. Abajour lilas (Rosa Passos/Ivan Lins/Fdez. de Oliveira) (4’02") 7. Muñequita linda (Te quiero dijiste) (María Grever) (5’45") 8. Poinciana / Nanita (B. Bernier/N. Simón/Antonio Fdez. de Moya) (5’50") 9. Luz de luna (Álvaro Carrillo) (3’48") 10. Amar y vivir (Consuelo Velázquez) (5’28") 11. Las flores de mi vida (Antonio Fernández de Moya) (4’14") |

| • Celia Mur & Arturo Serra: Gherswin Songs' (2014) |
| -------------------------------------------------- |
|                                                    |

| • Gustav Lundgren & Celia Mur: Cruce de caminos' (2014) |
| ------------------------------------------------------- |
|                                                         |

| • Celia Mur & Arturo Serra: Celia Mur Sings Roberto Menescal' (2016) |
| -------------------------------------------------------------------- |
| (New Steps)                                                          |